# Vainilla (Tabasco)
Vainilla es una localidad del municipio de Nacajuca ubicado en la subregión centro del estado mexicano de Tabasco.

## Geografía
La localidad de Vainilla se sitúa en las coordenadas geográficas 18°09′08″N 93°01′02″O / 18.152222, -93.017222, a una elevación de 6 metros sobre el nivel del mar.

## Demografía
Según el Conteo de Población y Vivienda 2020, efectuado por el Instituto Nacional de Estadística y Geografía, la localidad de Vainilla tiene 1,258 habitantes, de los cuales 600 son del sexo masculino y 658 del sexo femenino. Su tasa de fecundidad es de 2.13 hijos por mujer y tiene 372 viviendas particulares habitadas.
| Gráfica de evolución demográfica de Vainilla entre 1950 y 2020 |
|                                                                |
| INEGI.                                                         |